# 鴨居漁港

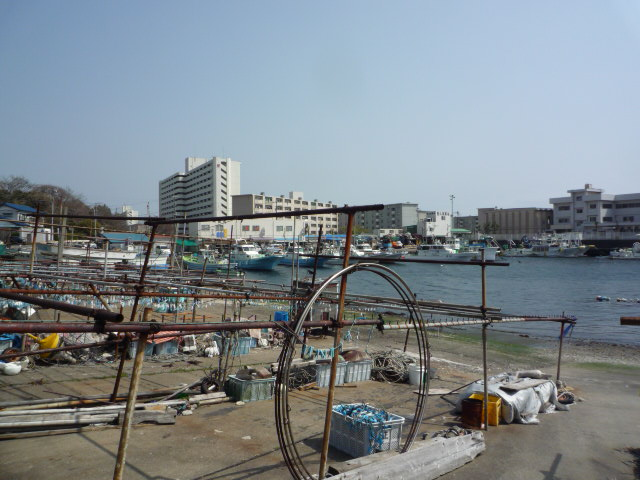
鴨居漁港（鴨居大室港）（2010年3月）

鴨居漁港（かもいぎょこう）は、神奈川県横須賀市にある漁港。

## 交通
- 京急本線浦賀駅より京浜急行バス徒歩20分